# Nessun dorma (арія)
Nessun dorma (з італ. — «Не смій спати!») — назва арії з третьої дії опери «Турандот» Пуччіні, це одна з найвідоміших арій тенорового репертуару.

## Інтрига
Арію виконує принц Калаф — головна дійова особа опери. Сутність арії — змалювання переживань Калафа, що пов'язані з очікуванням перемоги у грі з принцесою Китаю на ім'я Турандот. Інтрига полягає у тому, що до перших променів Сонця Турандот має назвати ім'я принца, що поки невідоме. За умовами гри, якщо вона не зможе цього зробити, їй доведеться вийти заміж за Калафа. Якщо ж вона таки дізнається його ім'я, Калафа буде страчено.

## Драматургія
У першій дії опери Калаф закохується у прекрасну, але холодну принцесу Турандот, і вирішує добитися її. Та за умовою Турандот, претендент на одруження має спочатку відгадати три її загадки. Якщо йому це не вдасться, його буде страчено.
У другій дії опери Калаф дав правильні відповіді на усі загадки принцеси, що вона йому загадала. Та попри це, Турандот не хоче ставати його дружиною, і Калаф пропонує їй шанс уникнути зобов'язання. Він загадує їй лише одну загадку. Турандот має до перших променів Сонця назвати ім'я принца. У разі, якщо вона угадає, то зможе його стратити, а якщо ні — змушена буде стати його дружиною.
Тоді жорстока принцеса вирішує, що жителі Пекіна цієї ночі мають не спати, а під страхом страти допомагати їй шукати відповідь на загадку принца. З цією метою Турандот видає Наказ Nessun Dorma.
У третій дії Калаф перебуває наодинці, він чує слова Nessun Dorma як відгомін оголошень оповісників. З цих слів і починається арія принца, у якій він мріє про зближення з принцесою Турандот.

## Переклад

### Медіа
Відео: Nessun Dorma, переклад субтитрами Олекси Кириченка, виконують Пласідо Домінґо, Хосе Каррераса та Лучано Паваротті.

## Культурологічнезначення

### Телебачення
Після того, як канал BBC використав арію Nessun Dorma у виконанні Лучано Паваротті у якості головної музичної теми під час Чемпіонату світу з футболу 1990 року, арія набула широкої популярності. Невдовзі вона посіла друге місце у UK Singles Chart — так високо у цьому чарті ще не підіймався жоден твір класичної музики.

### Кіно
Арія Nessun Dorma звучить в низці фільмів: «Так, Джорджіо» з Лучано Паваротті, «Сестра його дворецького» Ф. Борзейгі (1943, 3 Діною Дурбін у головній ролі), «Серенада» Е. Манна (1956, у виконанні Маріо Ланца), «Нью-йоркські історії» (1989, у виконанні Маріо дель Монако) та багатьох інших.

### Музика
- У 1993 році Андреа Бочеллі під час гастролів разом з Дзуккеро співає під грім оплесків щось неуявне для рок-співака — Nessun Dorma.
- У 2002 році американський хеві-метал гурт Manowar включив кавер на Nessun Dorma до свого альбому «Warriors of the World».
- У 2007 році англійська співачка-сопрано Сара Брайтман заспівала Nessun Dorma на Chinese leg of Live Earth.
- У 2010 році британський гітарист-віртуоз Джефф Бек включив інструментальну версію Nessun Dorma до свого диску Emotion And Commotion.